# Yusuke Mori
Yusuke Mori (森 勇介 Mori Yusuke?), född 24 juli 1980 i Shizuoka prefektur, är en japansk fotbollsspelare.
Mori började sin karriär 1999 i Verdy Kawasaki (Tokyo Verdy). Efter Verdy Kawasaki spelade han för Vegalta Sendai, Kyoto Purple Sanga, Kawasaki Frontale, FC Gifu, SC Sagamihara och Okinawa SV. Han avslutade karriären 2018.